# Toyoji Takahashi
Toyoji Takahashi (高橋 豊二, Takahashi Toyoji, Tokio, 1913 - Tateyama, 5 maart 1940) was een Japans voetballer die speelde als aanvaller.

## Spelerscarrière
Toyoji Takahashi speelde voor Keizerlijke universiteit van Tokio.

## Japans voetbalelftal
Toyoji Takahashi nam met het Japans voetbalelftal deel aan de Olympische Zomerspelen 1936.